# المسيحية في كرواتيا

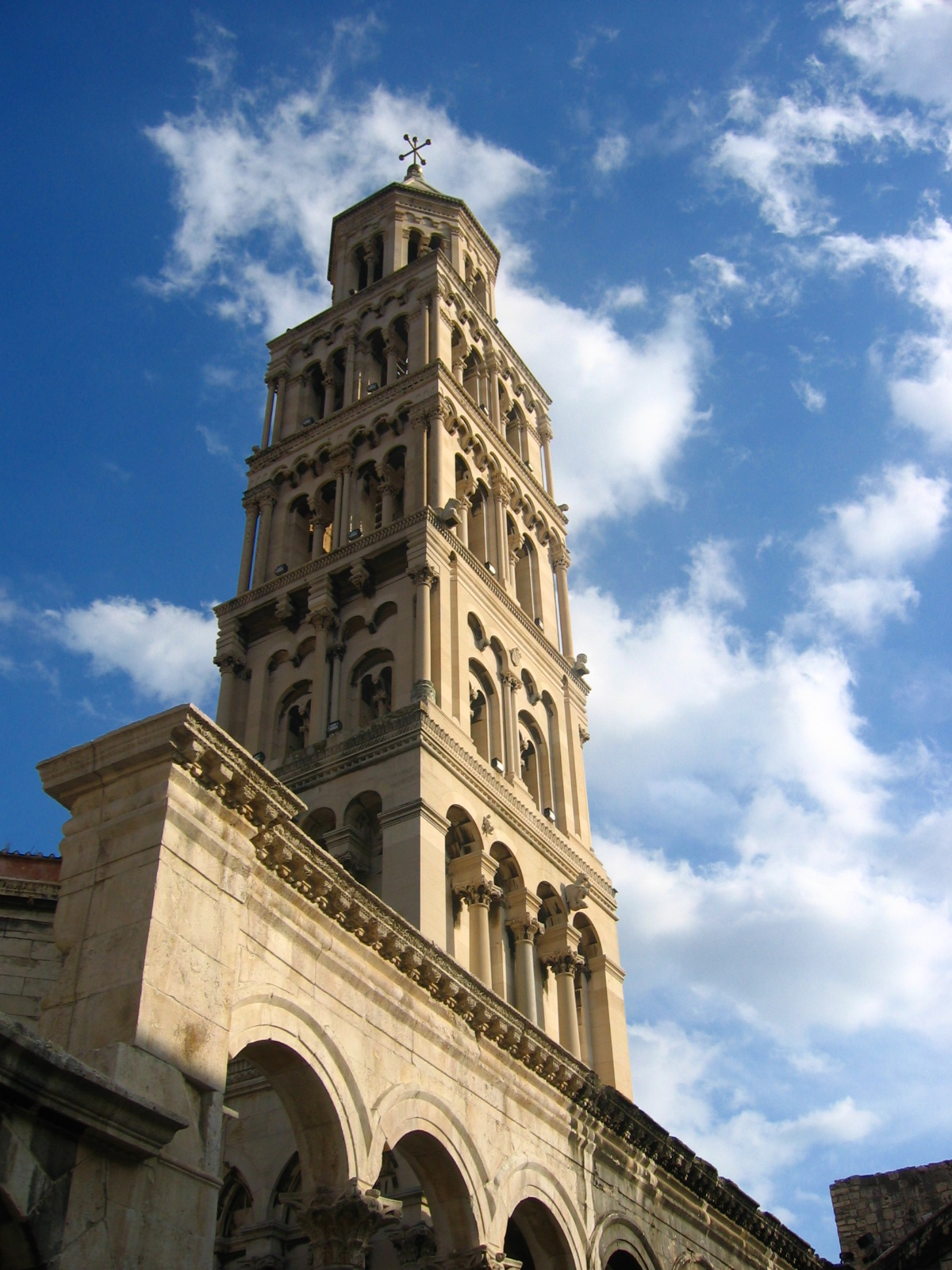
كنيسة القديس دومنيوس في مدينة سبليت، وهي أقدم كاتدرائية في العالم.

المسيحية في كرواتيا هي الديانة السائدة والمهيمنة، وفقًا لتعداد السكان عام 2011 وجد أن غالبية الكروات (86.2%) ينتمون إلى الكنيسة الرومانية الكاثوليكية. في حين أن المسيحيين الأرثوذكس يشكلون 4.4 في المئة من السكان والبروتستانت 0.3 في المئة من السكان. تعدّ كرواتيا إحدى أكثر دول الاتحاد الأوروبي تدينًا ومداومًة على حضور الكنيسة إذ حسب استطلاع أجرته مؤسسة غالوب عام 2009، أجاب 70% بنعم على السؤال «هل الدين جزء مهم من الحياة اليومية؟». يقع الضريح الكاثوليكي الوطني لكرواتيا في ماريجا بيستريكا، في حين أن راعي البلاد هو يوسف النجار منذ أن أعلن البرلمان الكرواتي ذلك في عام 1687. تُعتبر الكنيسة الرومانية الكاثوليكية الدين القومي للشعب الكرواتي، وتشتبك الهوية الدينيَّة مع الهوية العرقيَّة والثقافية للأمة الكرواتيَّة في شكل إثنيًّة دينيَّة.

## تاريخ

### العصور المبكرة

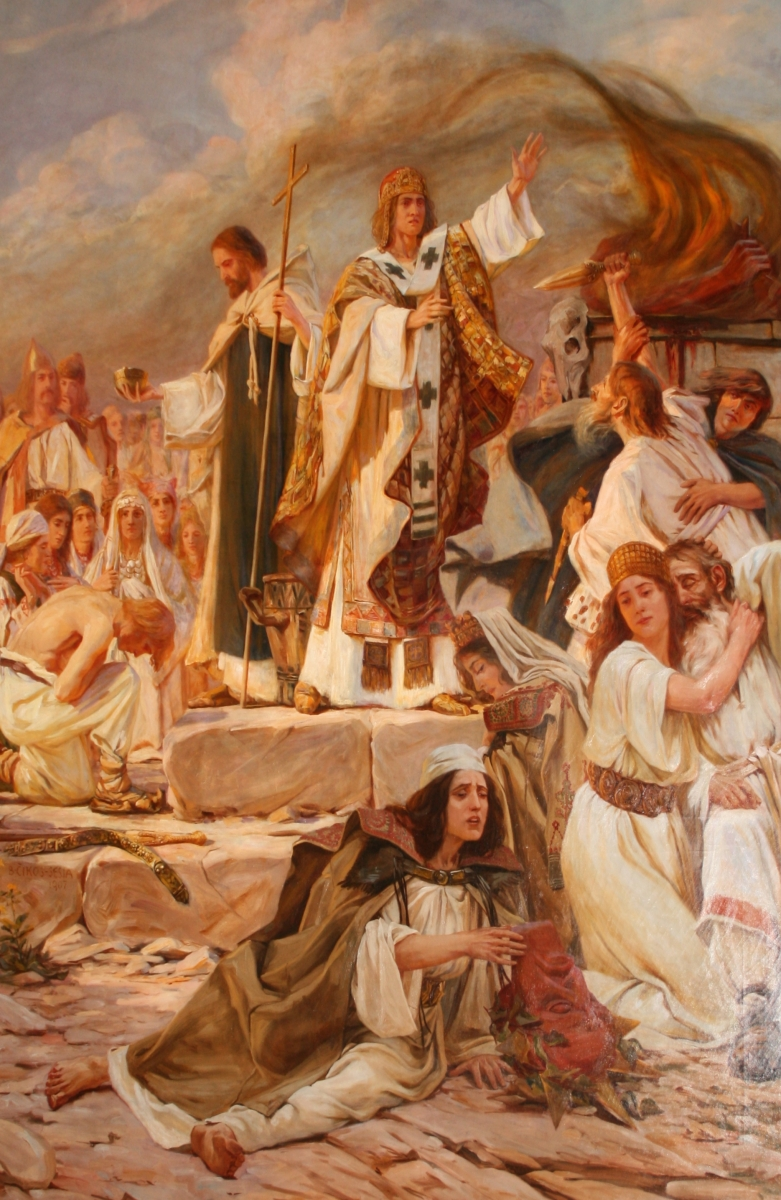
لوحة معمودية كرواتيا؛ بريشة بيلا سيسيجا.

تم غزو الجزء الغربي من شبه جزيرة البلقان من قبل الإمبراطورية الرومانية بحلول عام 168 قبل الميلاد، وقام الرومان بإنشاء مقاطعة ایلیریکوم، والتي تم تقسيمها في نهاية المطاف إلى دالماتيا وبانونيا. من خلال كونها جزءًا من الإمبراطورية الرومانية، انتشرت فيها العديد الطوائف الدينية. وشمل ذلك الدين المسيحي. في الواقع، كانت سالونا والتي تعرف حاليًا باسم سبليت، وهي مدينة تأسست على يد الإغريق، واحدة من أقدم الأماكن في المنطقة المرتبطة بالمسيحيَّة. وكان تيطس، تلميذ بولس الطرسوسي والذي ذكر في عدة رسائل لبولس ووجه إليه رسالة حفظت بإسمه وهي رسالة بولس الرسول إلى تيطس، كان نشطًا في دالماتيا. في الواقع، في رسالة إلى أهل روما، يتحدث بولس نفسه عن زيارة «إليريكوم».
وصل الكروات إلى منطقة كرواتيا الحالية خلال الجزء الأول من القرن السابع الميلادي. جاءوا على اتصال مع المواطنين المسيحيين وبدأ الكروات بتقبل المسيحية ببطء. وكان للمبشرين البيزنطيين والفرنجة والبنديكتين الذين جلبوا التأثيرات الثقافية الغربية للبلاد دورًا هامًا في دخول الكروات للمسيحيَّة. كان للكروات أول اتصال مع الكرسي الرسولي في عام 641 عندما جاء المبعوث البابوي أبوت مارتن إليهم من أجل تخليص الأسرى المسيحيين والحصول على عظام الشهداء الذين كان يحتفظ بها الكروات. ليس هناك الكثير من المعلومات عن معمودية الكروات، ولكن من المعروف أنهم قبلوا المسيحية بطريقة سلمية وحرة، وأنها وقعت بين القرن السابع والقرن التاسع. وكتب الإمبراطور البيزنطي قسطنطين السابع في كتابه دي أدمينيسترادو إمبيريو أنَّ الإمبراطور البيزنطي هرقل قام بتبادل بعثات دبلوماسية مع شعوب الصرب والكروات، وتحوّل سكان مقدونيا إلى المسيحية بشكل كامل حوالي عام 626 بعد أن طلبوا من هرقل إيفاد رجال كنسيين لنشر الديانة وتعميدهم، وهو ما تمّ بعد أن نسّق هرقل مع البابا يوحنا الرابع في إرسال مبشرين لمناطق السلاف والكروات والمقدونيين.
في القرن التاسع أضحى الكروات بشكل كامل جزءًا من العالم المسيحي. بنى كل من الحكَّام الكروات ميسلاف (حوالي 839) وتربيمير الأول (حوالي 852) والعديد من الحكام الآخرين الكنائس والأديرة. في عام 879 كتب الدوق الكرواتي برانيمير رسالة إلى البابا يوحنا الثامن الذي وعده بالولاء والطاعة. أجاب البابا يوحنا الثامن برسالة في 7 يونيو عام 879 أنه احتفل بقداس في ضريح القديس بطرس طالبًا فييها نعمة الله على برانيمير وشعبه. كان توميسلاف أول كرواتي تضفي عليه البابوية لقب الملك، وقد دخلت كرواتيا في عهده في تحالف مع البيزنطيين أثناء صراعهم مع الإمبراطورية البلغارية، التي نشبت لاحقًا بينهم وبين الكروات حرب انتهت بانتصار حاسم للكروات في معركة المرتفعات البوسنية سنة 926. في سنة 925م، حضر توميسلاف ملك كرواتيا مجلس كنيسة سبليت، الذي اجتمع بدعوة من البابا يوحنا العاشر لبحث استخدام اللغة السلافية في الطقوس الدينية وفي إنفاذ سلطة الكنيسة على كرواتيا وثيمة دالماسيا البيزنطية. ورغم سعي البابا لمنع استخدام اللغة السلافية في الطقوس الدينية، إلا أن المجلس لم يوافقه، أما السلطة الكنسية فقد مُنحت لكبير أساقفة سبليت بدلًا من الأسقف الكرواتي غريغور نينسكي.
توج الملك ديمتريوس زفونيمير في 8 أكتوبر من عام 1076 في سولين في كنيسة القديس بطرس وموسى من قبل جيبيزون، ممثل البابا غريغوري السابع. وقام زفونيمير بقسم يمين الولاء للبابا، الذي وعد بدعمه في تنفيذ الإصلاحات الكنيسة في كرواتيا. بعد أن توج به أعطى زفونيمير في عام 1076 دير القديس غريغوريوس للبنديكتين في فرانا إلى البابا كعلامة على الولاء ومكان إقامة للبعثات البابوية القادمة إلى كرواتيا. وكان الرهبان بنديكتين نشطين جدًا، حيث تركوا علامة لا تمحى على الحياة الثقافية والسياسية في ذلك الوقت.

### العصور الوسطى

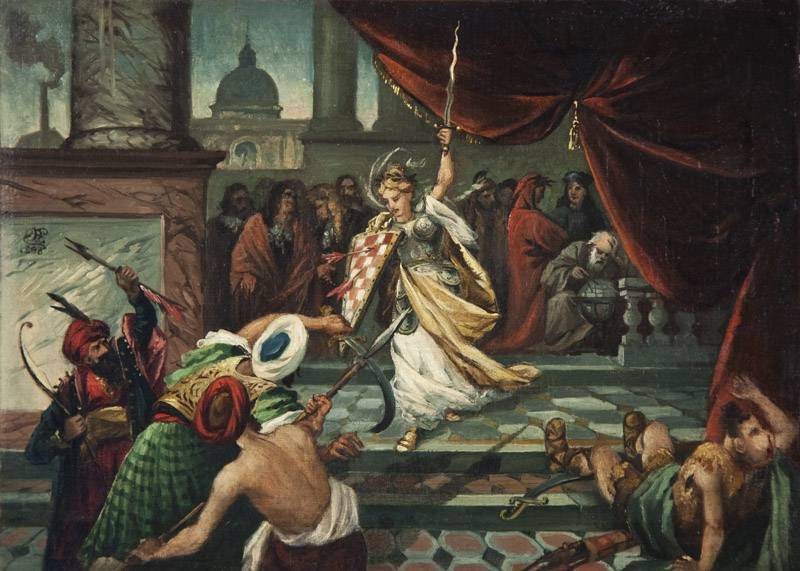
لوحة حصن المسيحية؛ بريشة فيردو كويكرز (1892): حيث تصور كرواتيا في شكل امرأة تحمل سيفُا ودرعًا في شكل شعار كرواتيا، حيث تُصوَّر على أنها تقف عند مدخل أوروبا وتحرسها الأتراك. ويقع في الخلفية قبة كاتدرائية القديس بطرس، كما ويظهر في الخلفية غاليليو غاليلي ودانتي أليغييري.

عندما خسرت كرواتيا السلالة المالكة الخاصة بها ودخلت في اتحاد مع مملكة المجر في عام 1102، وبينما فقد البنديكتين نفوذهم بشكل بطئ أصبح لكل من الرهبان الفرنسيسكان والدومينيكان وجود ثقافي وديني وروحاني أكثر أهمية. كما كان لليسوعيين تأثير قوي على تأييد الديني والثقافي للكروات. وقد قام الكتَّاب الكنسيين من شمال كرواتيا ودوبروفنيك، والتي كانت مركزًا للثقافة الكرواتية، بدور بارز لتوحيد وتوسيع اللغة الأدبية الكرواتية.
منذ القرن التاسع شهدت كرواتيا ظاهرة فريدة من نوعها في العالم الكاثوليكي، حيث أعتمدت الكنيسة الكرواتيَّة السلافونية الكنسية القديمة وهي أول لغة سلافية أدبية، وتطورت بحلول القرن التاسع عشر حين جاء المبشرون الإغريق البيزنطيون مثل كيرلس وميثوديوس اللذين يُنسب إليهما توحيد معايير اللغة واستخدامها لترجمة الكتاب المقدس وغيرها من النصوص الكنسية الإغريقية القديمة باعتبارها جزءًا من تنصير السلاف. على الرغم من النزاعات حول لغة الطقوس الدينيَّة، وافق البابا إنوسنت الرابع طلب فيليب أسقف سينج على حق الكراوت باستخدام السلافونية الكنسية القديمة والأبجدية الغلاغوليتسية في النصوص الدينية، مما جعل الكروات الرومان الكاثوليك الجماعة العرقية الوحيدة في العصور الوسطى التي سُمح لها باستخدام اللغات الأخرى خلال القداس، في حين أستمرت الكنيسة الرومانية الكاثوليكية باستخدام اللغة اللاتينية خلال القداس حتى المجمع الفاتيكاني الثاني في عام 1962.
خلال الحروب الكرواتية العثمانية التي استمرت من القرن الخامس عشر إلى القرن التاسع عشر قاتل الكروات ضد العثمانيين، وقد أطلق البابا ليو العاشر على كرواتيا لقب حصن المسيحية (بالكرواتيَّة: Predziđe kršćanstva) في عام 1519. نظرًا إلى مساهمات الجنود الكروات الكبيرة في الحرب ضد الدولة العثمانية. حيث تم إيقاف التمدد العثماني في عام 1593 على الأراضي الكرواتية، والتي يمكن اعتبارها البوابة التاريخية للحضارة الأوروبية في هذا المعنى.
وأطلقت تسمة حصن المسيحية (باللاتينيَّة: Antemurale Christianitatis) على الدول الواقعة على حدود أوروبا المسيحية والتي قامت بالدفاع عن أوروبا من توسعات الدولة العثمانية. أضحى في القرن السادس عشر شعار «الدفاع ضد الأتراك» موضوعًا مركزيًا في وسط شرق وجنوب شرق أوروبا. وتم استخدام الشعار كأداة دعاية وتعبئة المشاعر الدينية للسكان هذه المناطق. وتم إطلاق لقب حصن المسيحية على الشعوب التي شاركت في حملات ضد الدولة العثمانية.

### العصور الحديثة

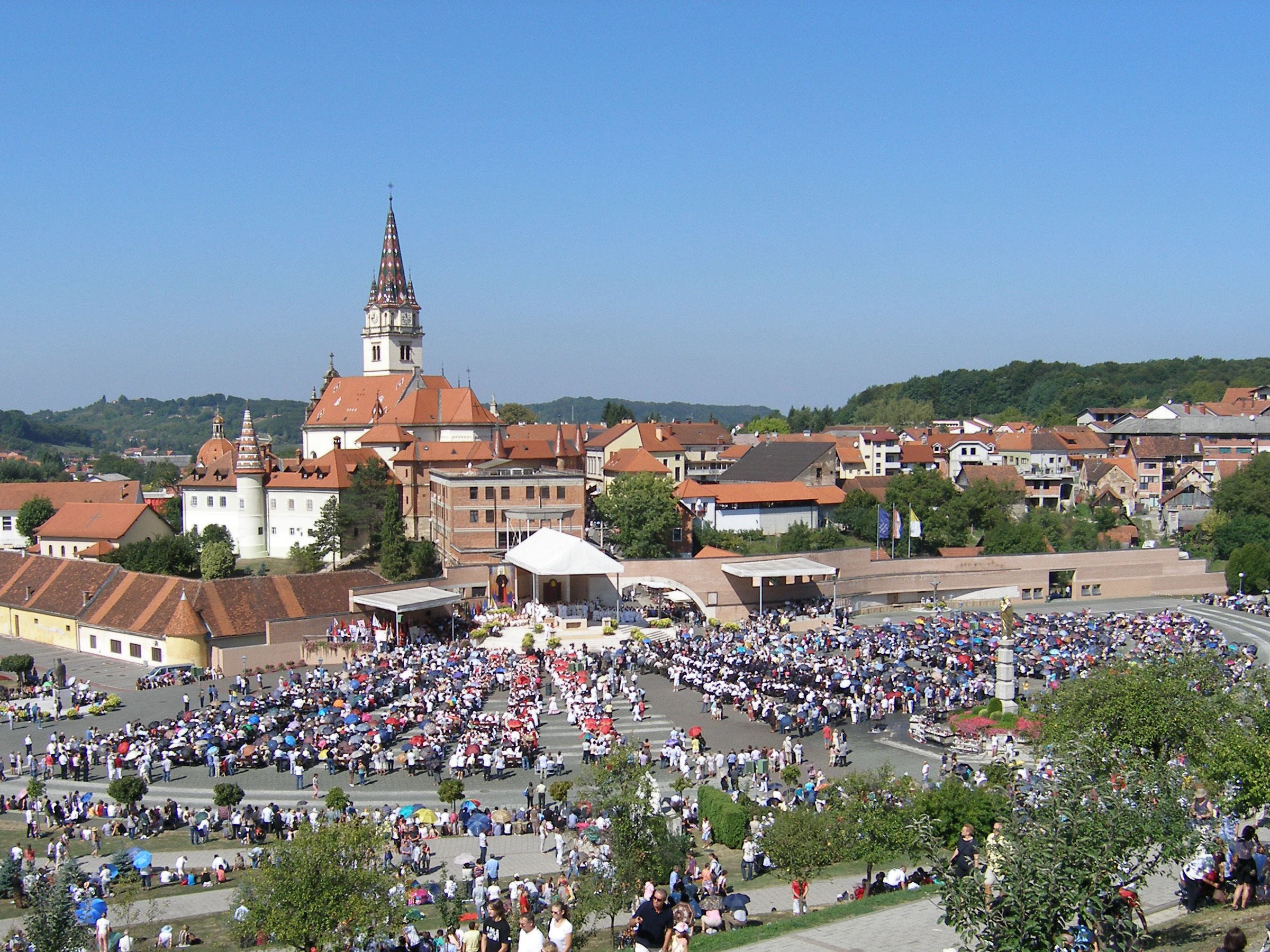
معبد ماريجا بيستريكا؛ في عام 1984 لبَّى حوالي 400 ألف كاثوليكي نداء الأساقفة الكاثوليك الحق الحرية الدينيَّة.

وقعت الإمبراطورية النمساوية اتفاقًا مع الكرسي الرسولي في عام 1855 الذي ينظم الكنيسة الكاثوليكية داخل الإمبراطورية والتي كانت من ضمنها الأراضي الكرواتيَّة. خلال حقبة مملكة يوغوسلافيا كان الأساقفة الكرواتيين جزءًا من مؤتمر الأساقفة ليوغوسلافيا.
في عام 1941 تأسست الدولة الدمية النازية، أو ما يسمى دولة كرواتيا المستقلة من قبل الدكتاتور الفاشي أنتي بافليتش وحركته أوستاس. اتبع نظام أوستاسا سياسة إبادة جماعية ضد الصرب (الذين كانوا من المسيحيين الأرثوذكس) واليهود والغجر. وقال المؤرخ مايكل فاير أن إنشاء دولة كرواتيا المستقلة في البداية رحب به التسلسل الهرمي للكنيسة الكاثوليكية والعديد من الكهنة الكاثوليك. كان أنتي بافليتش مناهضًا للصرب ومؤيدًا للكاثوليك، حيث اعتبر الكاثوليكية جزءًا لا يتجزأ من الثقافة الكرواتية. كتب الكاتب البريطاني بيتر هبليثوايت أن بافيليتش كان حريصًا على الحصول على علاقات دبلوماسية وبركة فاتيكانية «للدولة الكاثوليكية» الجديدة، ولكن «لم يكن أي منهما مقبولاً» في الأوساط الفاتيكانيَّة، حيث عارض الكرسي الرسولي سياسة أنتي بافليتش.
أراد ألويسيس ستيبيناك رئيس أساقفة زغرب، استقلال كرواتيا عن الدولة اليوغوسلافية التي كان يسيطر عليها الصرب والتي اعتبرها «سجن الأمة الكرواتية»، لذلك رتب حضور أنتي بافليتش مع البابا بيوس الثاني عشر. وزير وزارة الخارجية جيوفاني مونتيني في للكرسي الرسولي، قبل دقائق من الاجتماع، إلى أنه لا يمكن الاعتراف بأي دولة جديدة قبل معاهدة سلام، وأنَّ «الكرسي الرسولي يجب أن يكون محايدًا؛ ويجب أن يفكر في الجميع؛ وهناك كاثوليك من جميع الأطراف التي يجب على الكرسي الرسولي أن يحترمه». رفض الفاتيكان الاعتراف الرسمي بالحزب الديمقراطي الوطني، لكن قام البابا بيوس الثاني عشر بعث البينديكتي جوسيب راميرو ماركوني كزائر رسولي له. أُنتقد بيوس الثاني عشر لإستقباله بافليتش لكنه كان لا يزال يأمل أن بافليتش سوف يهزم بارتيزان يوغوسلاف الشيوعية وإعادة تحويل العديد من 200,000 الذين غادروا الكنيسة الكاثوليكية للكنيسة الصربية الأرثوذكسية منذ الحرب العالمية الأولى.

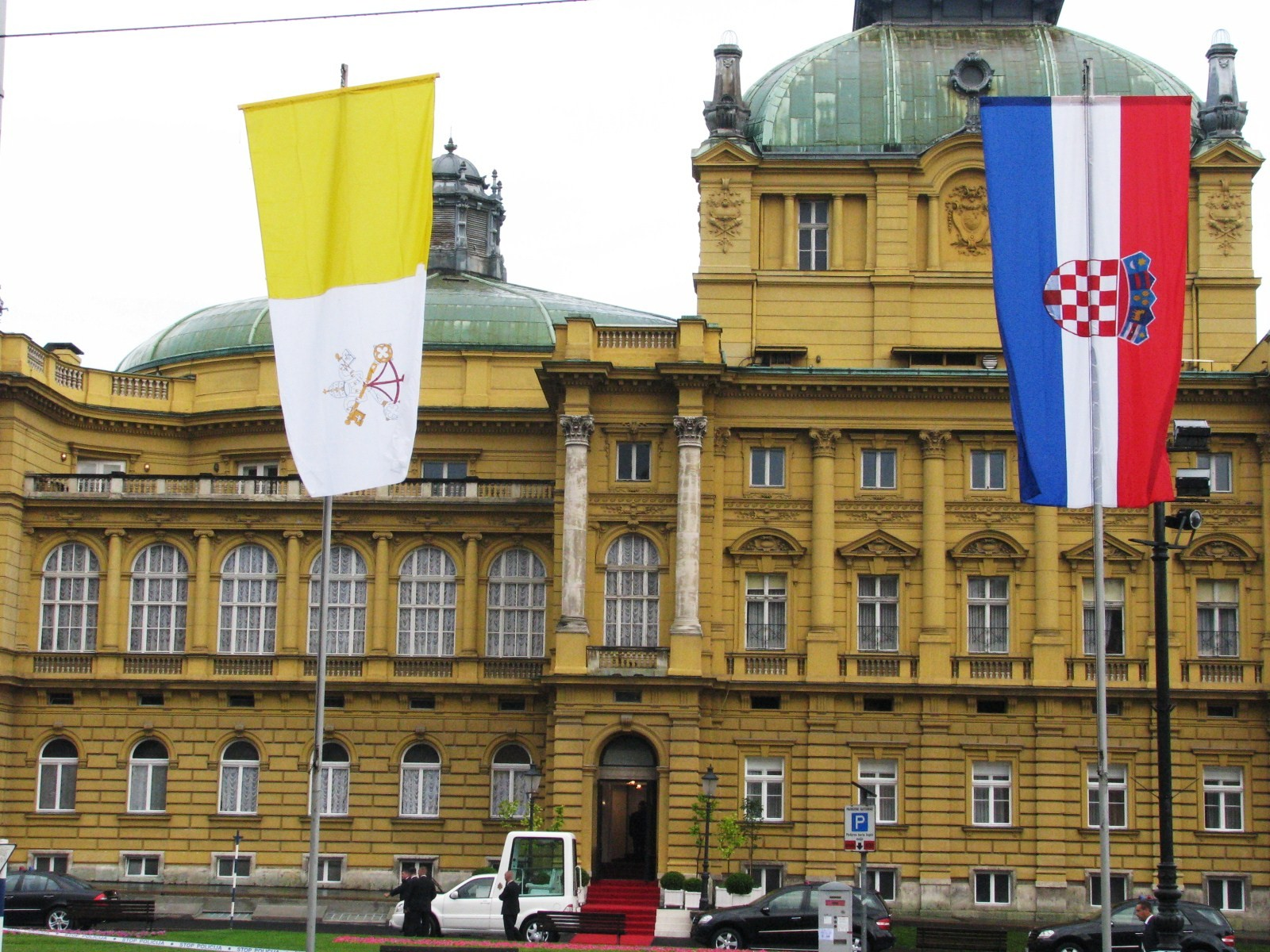
البابا بندكتوس السادس عشر خلال زيارته للبرلمان الكرواتي في عام 2011.

وفي عام 1945 قتل جوسيب ماريجا كاريفيتش أسقف دوبروفنيك، من قبل السلطات اليوغوسلافية الشيوعية. حيث أرسل الأسقف جوسيب سربرنيتش إلى السجن لمدة شهرين. بعد الحرب، انخفض عدد المنشورات الكاثوليكية في يوغوسلافيا من مائة إلى ثلاثة فقط. في عام 1946 أدخل النظام الشيوعي قانون سجلات الدولة الذي سمح بمصادرة سجلات الكنائس ووثائق أخرى. في 31 يناير من عام 1952 حظر النظام الشيوعي رسميًا جميع التعليم الديني في المدارس الحكومية. في تلك السنة طرد النظام أيضًا العاملين في سلك كلية اللاهوت الكاثوليكية في جامعة زغرب، والتي لم يتم استعادتها حتى سقوط النظام الشيوعي في عام 1991. في عام 1984 عقدت الكنيسة الكاثوليكية المؤتمر الوطني الإفخارستي في ماريجا بيستريكا. وحضر الحدث التي عقدت في 9 سبتمبر حوالي 400 الف شخص من بينهم 1,100 من الكهنة وحوالي 35 من الأساقفة والمطارنة بالإضافة إلى خمسة من الكرادلة. قاد الكتلة الكاردينال فرانز كونيغ، وفي عام 1987 أصدر مؤتمر الأساقفة ليوغوسلافيا بيانًا يدعو الحكومة إلى احترام حق الآباء في الحصول على تعليم ديني لأطفالهم.
وبعد أن أعلنت كرواتيا استقلالها عن يوغوسلافيا، استعادت الكنيسة الرومانية الكاثوليكية كامل حريتها ونفوذها. أدت حرب الاستقلال الكرواتية إلى تدمير واسع للكنائس من قبل الصرب والبوشناق. وبعد الاستقلال شهدت الكنيسة الكاثوليكية صحوة ونهضة دينية، وأصبح للكنيسة الكاثوليكية سلطة مستقلة في بعض المناطق، مما جعلها قادرة على توفير التعليم الديني في المدارس الابتدائية والثانوية الحكومية للطلاب الذين يختارونها، وحق إنشاء المدارس الكاثوليكية، ورعاية الكاثوليك في القوات المسلحة والشرطة. ومن خلال التصديق على معاهدات بين الكرسي الرسولي وكرواتيا في 9 أبريل من عام 1997، أبرمت معاهدات تنظم المسائل القانونية، والتعاون في التعليم والثقافة، والرعاية الرعوية بين الكاثوليك في القوات المسلحة والشرطة وتمويل الكنيسة من ميزانية الدولة. تنشط الكنيسة الكاثوليكية في كرواتيا في الحياة الاجتماعية والسياسية. وقد نفذت الكنيسة عددا من الإجراءات ذات الروح المحافظة من أجل تعزيز قيمها مثل إدخال التعليم الديني في المدارس، ومعارضة الزواج المثلي، ومعارضة الإجهاض، ومعارضة القتل الرحيم. ومع استقلال كرواتيا، تم تشكيل مؤتمر الأساقفة الكروات.

## ديموغرافيا

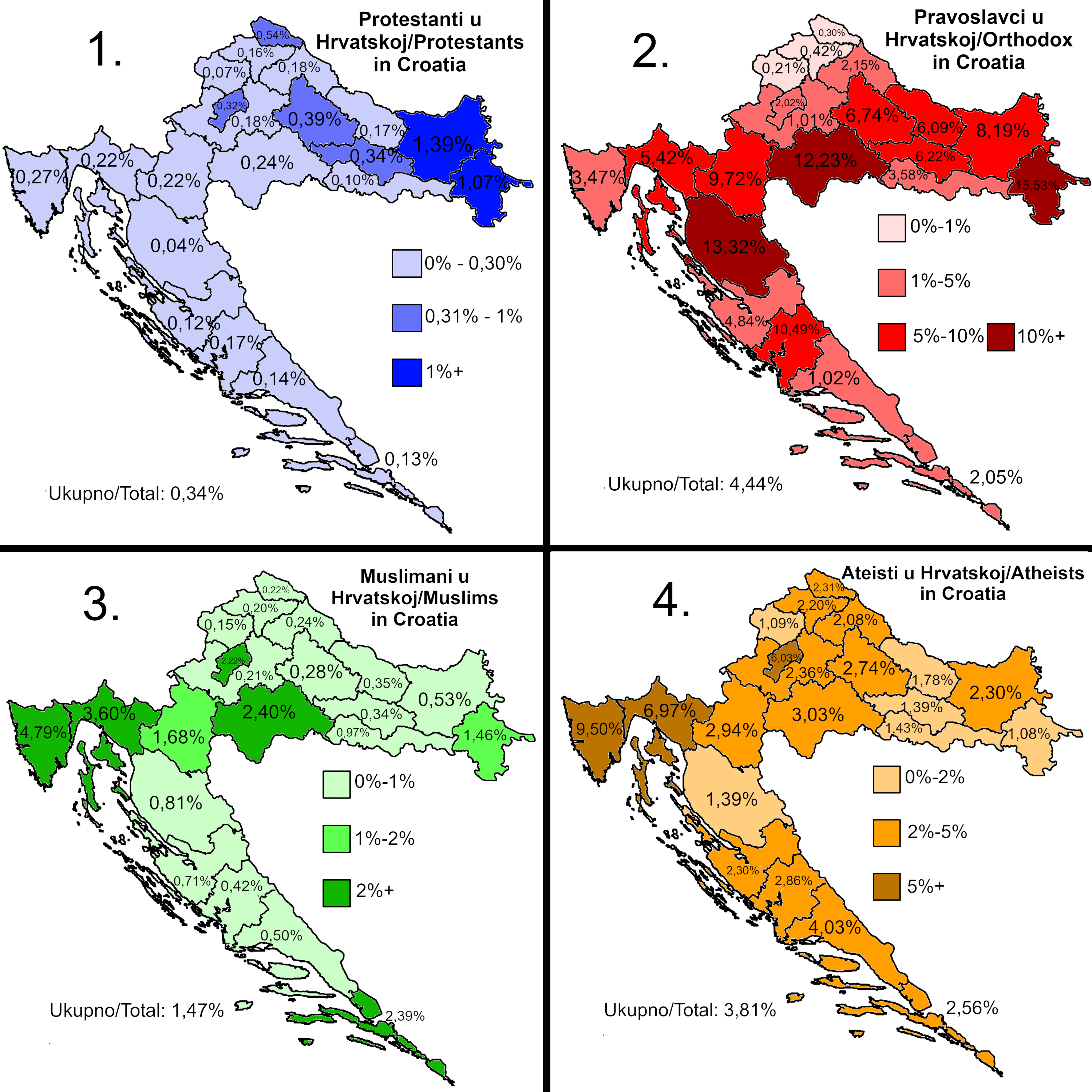
خارطة تُبين انتشار الطوائف المسيحية في كرواتيا.

حسب التعداد السكاني في عام 2011 كانت الأديان الرئيسية في كرواتيا هي المسيحية بنسبة 91.36% من جملة السكان، وتأتي في مقدمة الطوائف المسيحيَّة الرومانية الكاثوليكية بنسبة 86.28% من جملة السكان، بينما أتباع الكنائس الأرثوذكسية الشرقية يمثلون 4.44%، وأتباع الطوائف المسيحية البروتستانتية يمثلون 0.34%، بينما حوالي 0.30% من جملة السكان هم من أتباع طوائف مسيحية أخرى. أما المسلمون فيشكلون 1.47% من جملة السكان. وفقًا لدراسة المؤمنون في المسيح من خلفية مسلمة: إحصاء عالمي وهي دراسة أجريت من قبل جامعة سانت ماري الأمريكيّة في تكساس سنة 2015 وجدت أنَّ حوالي 1,200 مُسلم تحول إلى المسيحية في كرواتيا. وفقاً لمركز بيو تربى نحو 92% من سكان كرواتيا على المسيحية، بينما يعدّ 91% من السكان أنفسهم مسيحيين في عام 2017، أي أنَّ نسبة السكان المسيحيين مستقرة.
بحسب استطلاع يوروستات يوروباروميتر عام 2005؛ ظهر أن 67% من سكان كرواتيا يعتقدون بوجود الله، وقال 7% أنهم لا يؤمنون بالله بأي شكل من الأشكال، في حين أعرب 25% عن إيمانهم بوجود خالق للحياة أو نوع من الروح خالق للكون. وفي استطلاع مؤسسة غالوب عام 2009، أجاب 70% بالإيجاب عندما سُئل «هل الدين جزء مهم من حياتك اليومية؟» أشار استطلاع مؤسسة غالوب في البلقان عام 2008 إلى المنظمات الدينية والمؤسسات الأكثر ثقة في البلاد، وكشف الاستطلاع أن 62% من المستطلعين اختيارهم لـ «ثقة كبيرة» أو «بعض» الثقة لتلك المؤسسات، لتحتل مرتبتهم لهم قبل جميع أنواع المؤسسات الحكومية والدولية أو غير الحكومية.

## الطوائف المسيحية

### الكاثوليكية

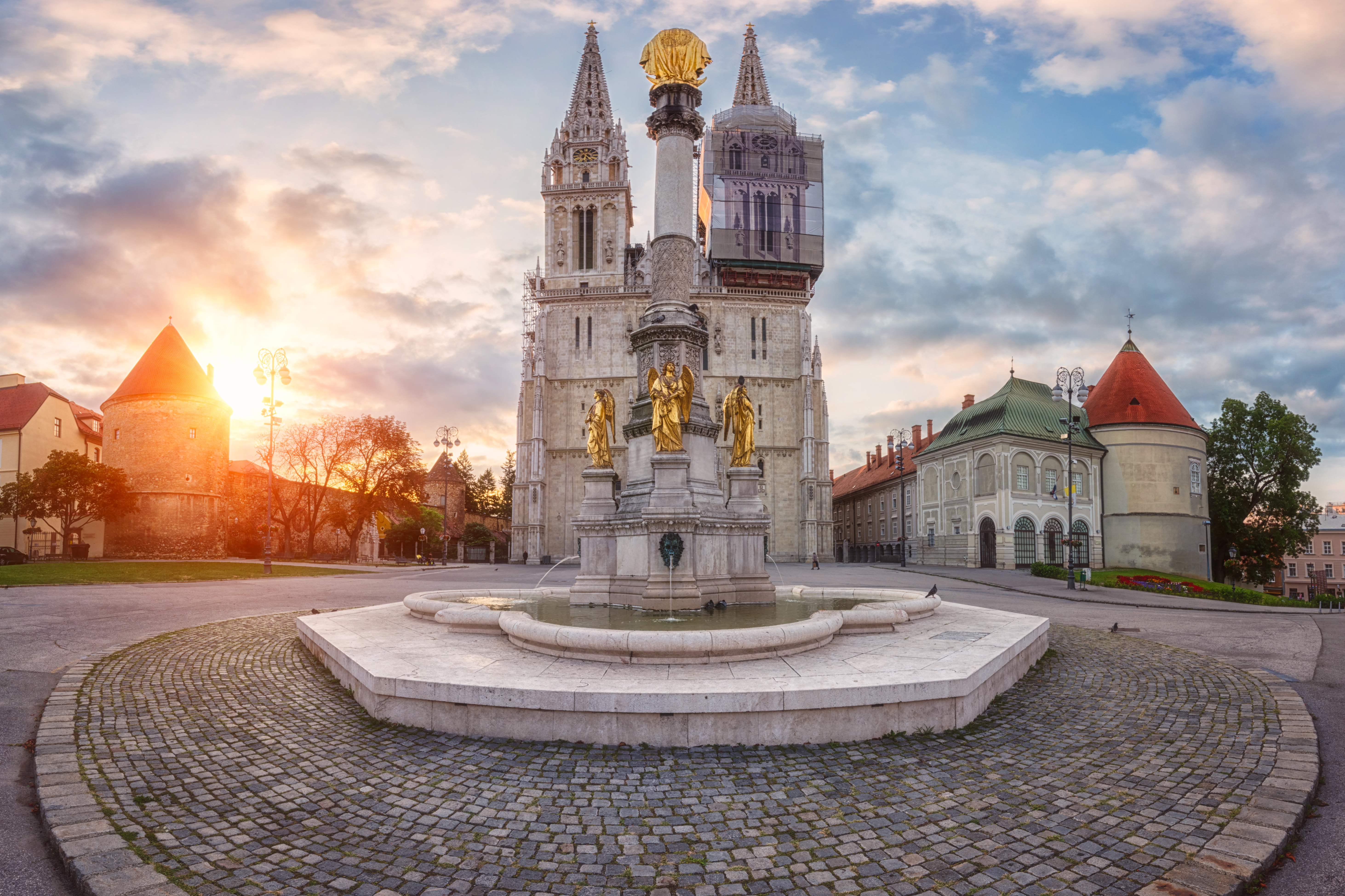
كاتدرائية زغرب.

الكنيسة الكاثوليكية الكرواتية هي جزء من الكنيسة الكاثوليكية العالمية في ظل القيادة الروحية للبابا في روما ومجلس الأساقفة الكراوتي. وبحسب التعداد السكاني في عام 2011 شكل أتباع الرومانية الكاثوليكية حوالي 86.28% من جملة السكان، ويتوزع الكاثوليك على خمسة أبرشيات والتي تتمركز إدارتها في زغرب. حضور الكنيسة الأسبوعي مرتفع نسبيًا مقارنة بالدول الكاثوليكية الأخرى في أوروبا، ويُعتبر معبد ماريجا بيستريكا، المزار المريمي الوطني في البلاد، في حين وبحسب التقاليد يعتبر القديس يوسف راعي البلاد منذ أن أعلن البرلمان الكرواتي ذلك في عام 1687. الإرث الكاثوليكي في كرواتيا مرئي، ثقافيًا ومعماريًا، وتشتبك الهوية الدينيَّة مع الهوية العرقيَّة والثقافية للأمة الكرواتيَّة في شكل إثنيًّة دينيَّة.
تمتلك كرواتيا ثقافة مسيحية غنية بوجود العديد من القديسين والشهداءن؛ وازدهر الفن الروماني الكاثوليكي في كرواتيا في العصور الوسطى وعصر النهضة والباروك، كما ولعبت الكنيسة الرومانية الكاثوليكية دوراً هاماً في تشيكل ملامح الثقافة والهوية القومية الكرواتية، وخلال الحروب الكرواتية العثمانية التي استمرت من القرن الخامس عشر إلى القرن التاسع عشر قاتل الكروات ضد العثمانيين، وقد أطلق البابا ليو العاشر على كرواتيا لقب حصن المسيحية في عام 1519 نظرًا إلى مساهمات الجنود الكروات الكبيرة في الحرب ضد الدولة العثمانية.
لعبت الكنيسة الرومانية الكاثوليكية دورًا أساسيًا في تأسيس العديد من المرافق التعليمية في كرواتيا. وتستمر الكنيسة الكاثوليكية في كرواتيا في الحفاظ على العديد من المدارس والكليات والجامعات والكليات اللاهوتية في البلاد، بالإضافة إلى الكلية البابوية الكرواتية في سانت جيروم للطلاب الكروات في روما. كما وكانت الكنيسة نشطة للغاية في مواضيع مثل معارضة الاستفتاء على زواج المثليين واتفاقية اسطنبول. وبحسب باحثين تحدث في المجر وكرواتيا وأماكن أخرى في أوروبا الشرقية ثورة مؤيدة للعائلة وإعادة اكتشاف الجذور المسيحية منذ سقوط النظام الشيوعي في عام 1991.

### الأرثوذكسية

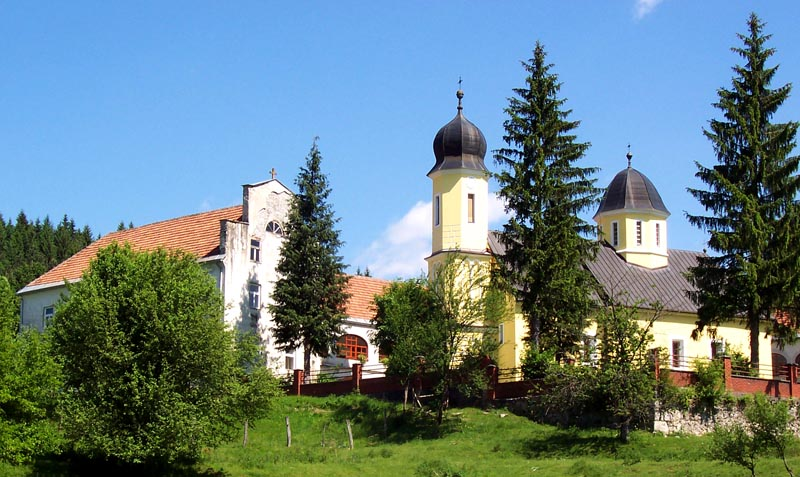
دير جوميرجي الصربي الأرثوذكسي في جوميرجي.

تُشير معطيات تعداد السكان عام 2011 أنَّ الكنائس الأرثوذكسية الشرقية تشكل ثاني أكبر الطوائف دينية في كرواتيا، بعد الكنيسة الرومانية الكاثوليكية. مع أكثر من 190,000 شخص، يُشكلون حوالي 4.4% من إجمالي السكان الكرواتيين. يتبع معظم الأرثوذكس في البلاد في المقام الأول إلى الكنيسة الصربية الأرثوذكسية، وهم في الغالب من أصول إثنية صربية. في حين يتبع باقي الأرثوذكس في البلاد كل من الكنيسة البلغارية الأرثوذكسية والكنيسة المقدونية الأرثوذكسية، وتعترف الدولة بهذه الكنائس الثلاث رسميًا.
توجد العديد من الكنائس والأديرة الأرثوذكسية في جميع أنحاء كرواتيا، وقد تم بناؤها منذ القرن الرابع عشر، وكانت هذه الأديرة لعقود مراكز فكرية وثقافية للأقلية الصربية في كرواتيا. ومن أبرزها دير كركا ودير كروبا ودير دراغوفيتش ودير ليبافينا ودير جوميرجي. تم هدم العديد من الكنائس الأرثوذكسية خلال الحرب العالمية الثانية وأثناء حرب الاستقلال الكرواتية ، بينما أعيد بناء بعضها بتمويل من الاتحاد الأوروبي والحكومة الكرواتية وتبرعات الشتات الصربي.

### البروتستانتية
تُشير معطيات تعداد السكان عام 2011 أنَّ 0.34% من السكان من أتباع الكنائس البروتستانتية، ويتوزعون على مذاهب مختلفة منها الكنيسة الإصلاحية والإنجيلية. وينتشر مذهب الكنيسة الإصلاحية بين مجريو كرواتيا. ووفقًا لدراسة المؤمنون في المسيح من خلفية مسلمة: إحصاء عالمي وهي دراسة أجريت من قبل جامعة سانت ماري الأمريكيّة في تكساس سنة 2015 وجدت أنَّ حوالي 1,200 مُسلم تحول إلى المسيحية في كرواتيا، وتحول معظمهم إلى مذهب الكنائس الإنجيلية والخمسينية.

## الحياة العامة

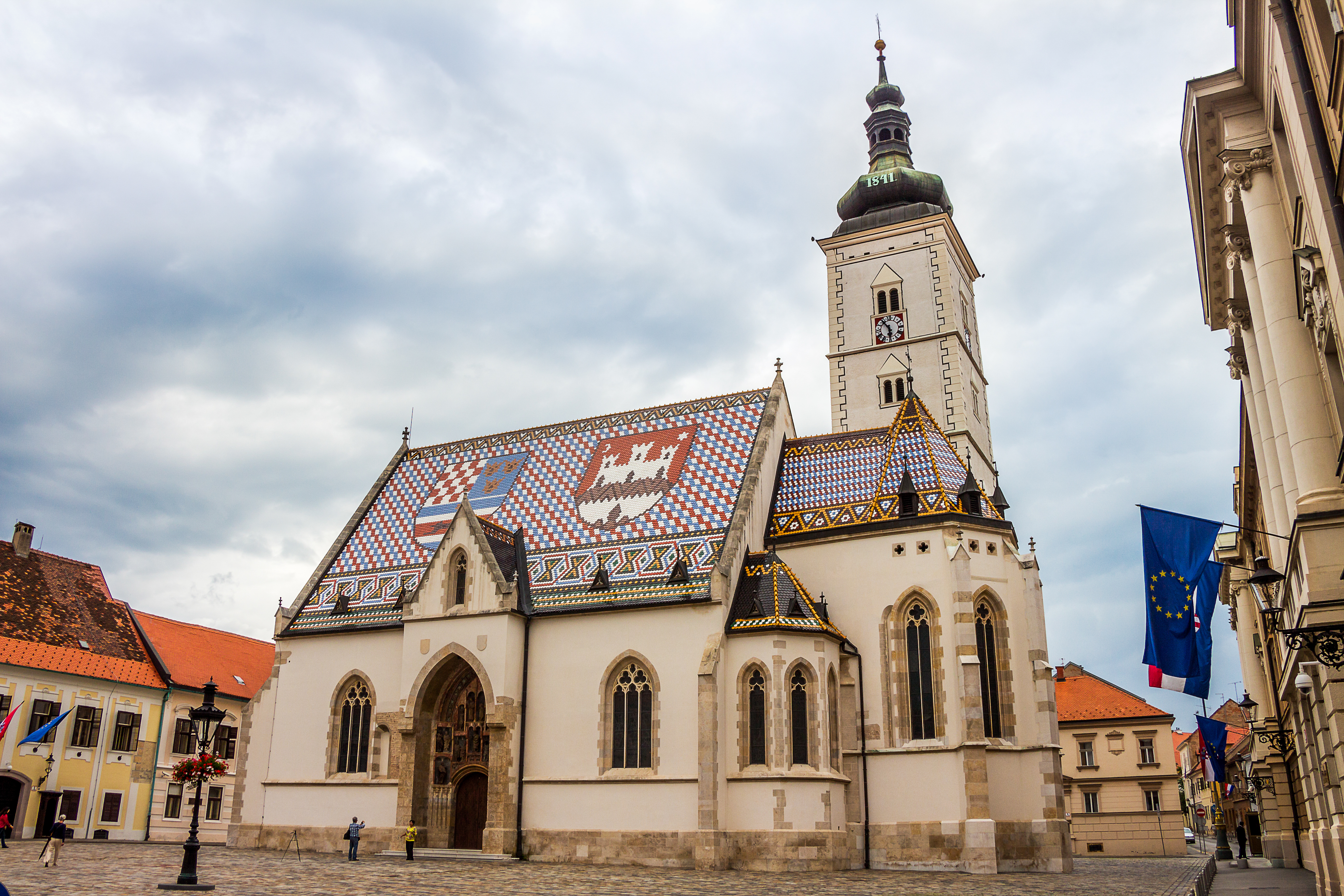
كنيسة القديس مرقص الكاثوليكية، في العاصمة زغرب.

تُحظى الكاثوليكية بنفوذ في المجتمع الكرواتي، وتتمركز إدارة الكنيسة الكاثوليكية في زغرب، وتتألف من خمسة مطرانيات وثلاثة عشرة أبرشية. تسمح المدارس الحكومية في التعليم الديني بالتعاون مع المجتمعات الدينية المختلفة وذلك بحسب اتفاقيات مع الدولة، على الرغم من ذلك ليس مفروضًا على التلاميذ حضور الدروس الدين. دروس الدين (بالكرواتية: vjeronauk) تُنظم على نطاق واسع في المدارس العامة الابتدائية والثانوية، والدروس الأكثر شيوعًا هي دروس تعليم الدين المسيحيّ بالتنسيق مع الكنيسة الكاثوليكية.
بخصوص الزواج للطوائف الدينية الحق في إتمام مراسم الزواج باعتراف من الحكومة رسمياً، مما يلغي الحاجة لتسجيل عقود الزواج في مكاتب التسجيل الحكومية. وبحسب فيليب مازورجاك من جامعة جورج واشنطن تحدث في المجر وكرواتيا وأماكن أخرى في أوروبا الشرقية ثورة مؤيدة للعائلة وإعادة اكتشاف الجذور المسيحية.

### العطل الرسمية

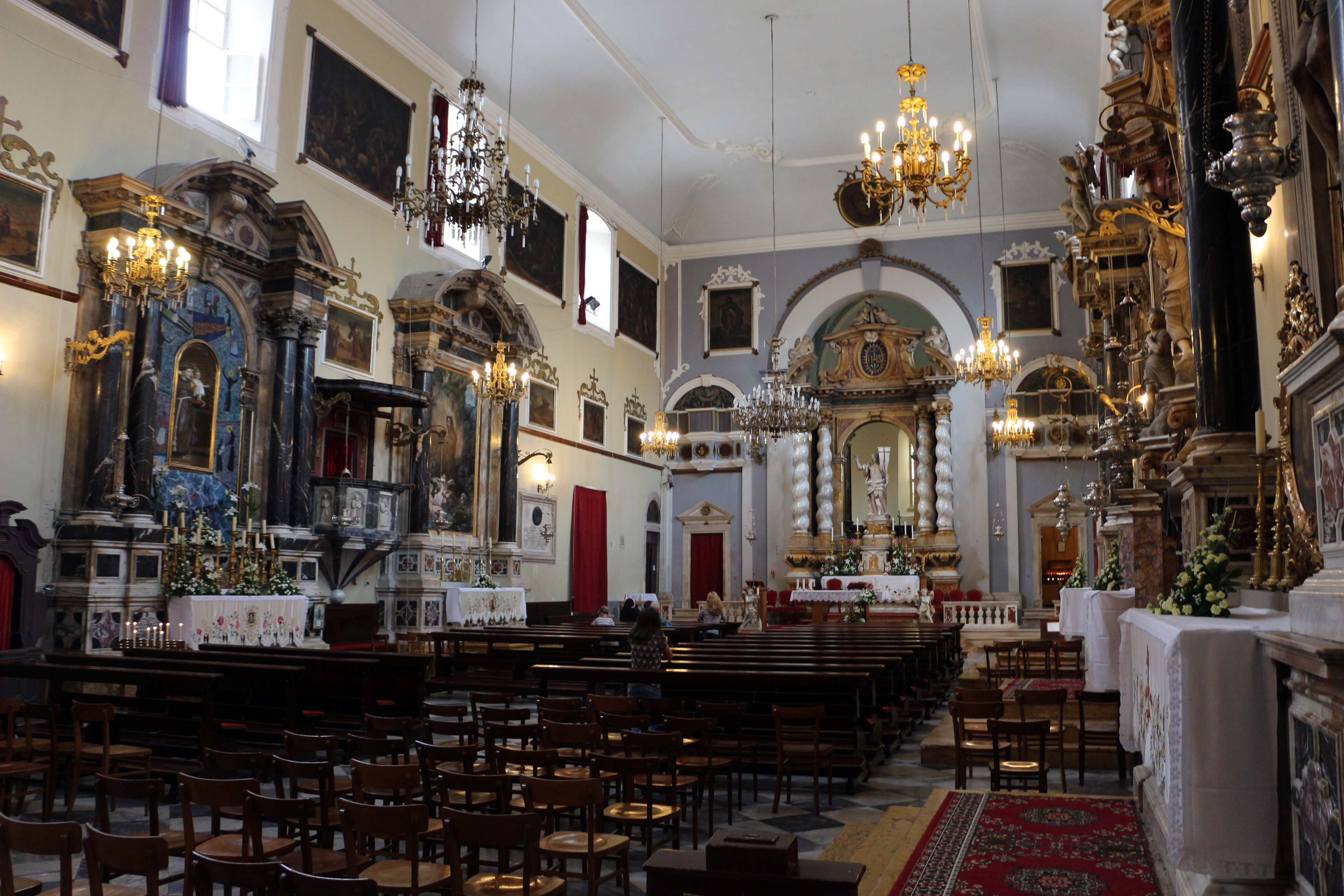
دير الفرنسيسكان في مدينة دوبروفنيك.

تشمل العطل الرسمية في كرواتيا أيضًا الاحتفالات الدينية، مثل:
- عيد الغطاس
- عيد الفصح
- عيد كوربوس كريستي
- عيد انتقال السيدة العذراء
- عيد جميع القديسين
- عيد الميلاد
- عيد القديس ستيفن أو يوم الصناديق.

### مكانة الكنيسة الكاثوليكية
تتلقى الكنيسة الكاثوليكية في كرواتيا بدعم الدولة المالي وغيرها من الفوائد وذلك حسب الاتفاقيات التي أنشئت بين الحكومة والفاتيكان. وتسمح الدولة تمويل بعض الرواتب والمعاشات التقاعدية لموظفي الكنيسة من خلال صناديق المعاشات التقاعدية والصحية. وللمعاهدات والاتفاقات تنظيم تعليم مسيحية في المدارس العامة والدينية العسكرية.
لكل مجتمع ديني وضع قانوني وتشريعات خاصة؛ وتحديداً بشأن التمويل الحكومي والمزايا الضريبية والتعليم الديني في المدارس. يتم ترك الأمور الأخرى إلى كل المؤسسات الدينية للتفاوض بشكل منفصل مع الحكومة. تسجيل الجماعات أو المؤسسات الدينية ليس إلزامياً في كرواتيا، ولكن الجماعات المسجلة تصبح شخصيات اعتبارية ويُفرض عليها الضرائب وغير ذلك. وينص القانون على أن الجماعة الدينية تكون مؤهلة للتسجيل عندما لا يقل عدد أتباعها عن 500 فرد، وتكون مسجلة كجمعية أهلية لمدة 5 سنوات، ويتوجب على الجماعات الدينية الموجودة في الخارج إحضار إذن خطي من البلد الأم يقدم للحكومة للتسجيل.

## الإلترام الديني

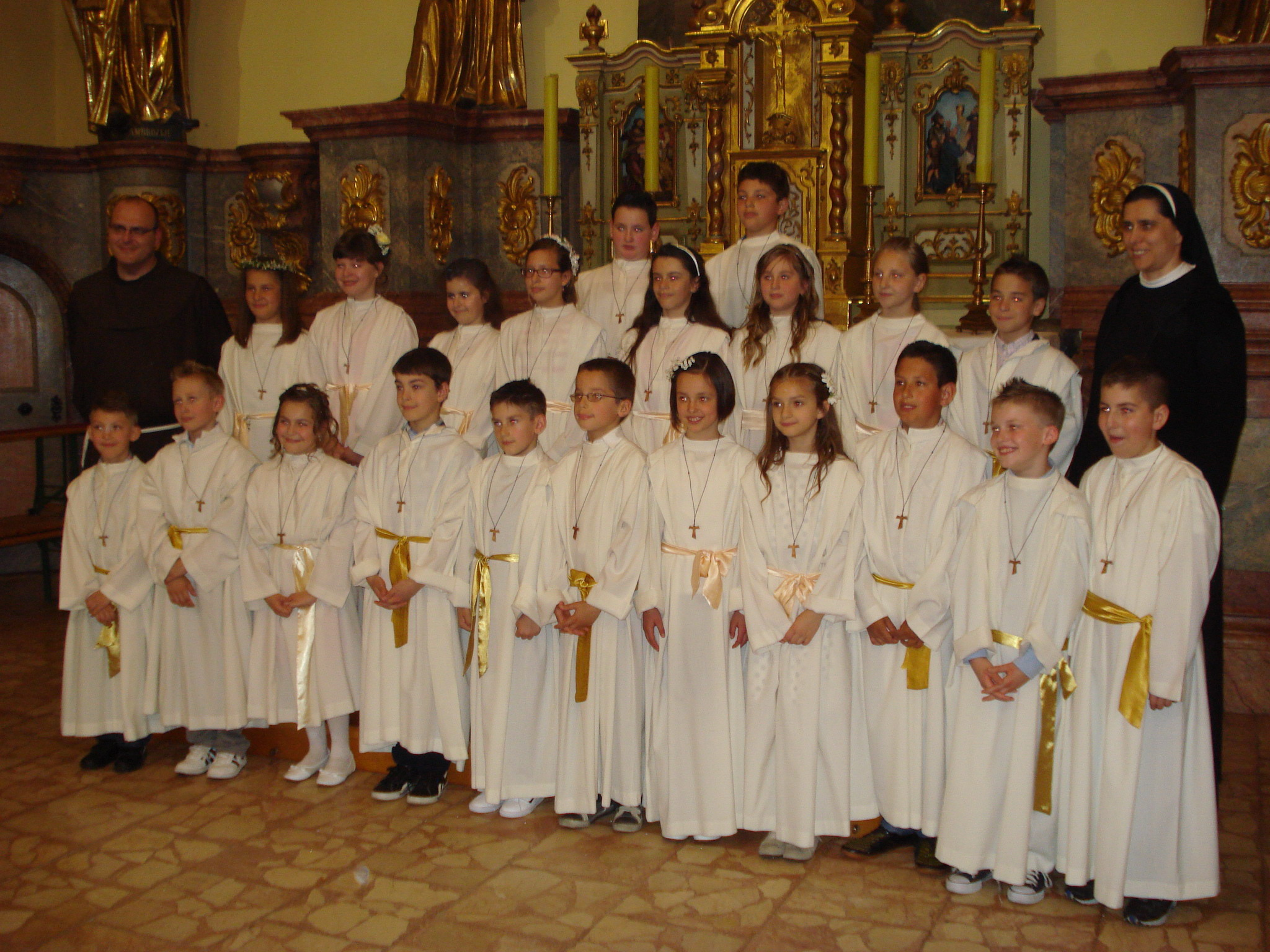
أطفال كروات يحتفلون بطقس المناولة الأولى.

وجدت دراسة قامت بها مركز بيو للأبحاث عام 2015 أنَّ حوالي 86% من الكروات يؤمنون في الله، وحوالي 76% منهم يعدّون للدين أهميَّة في حياتهم، ووجدت دراسة قامت بها مركز بيو للأبحاث عام 2015 أنَّ حوالي 27% من الكروات الكاثوليك يُداومون على حضور القداس على الأقل مرة في الأسبوع، بالمقارنة مع 43% يُداومون على على حضور القداس على الأقل مرة في الشهر أو السنة. في حين أنَّ 44% من الكروات الكاثوليك يُداومون على الصلاة يوميًا.
وقد وجدت الدراسة أيضًا أنَّ حوالي 64% من الكروات الكاثوليك يُداوم على طقس المناولة ويصوم حوالي 72% خلال فترات الصوم. ويقدم حوالي 48% منهم الصدقة أو العُشور، ويقرأ حوالي 24% الكتاب المقدس على الأقل مرة في الشهر، في حين يشارك 28% معتقداتهم مع الآخرين. ويملك حوالي 88% من الكروات الكاثوليك أيقونات مقدسة في منازلهم، ويضيء حوالي 50% الشموع في الكنيسة، ويرتدي 45% الرموز المسيحيَّة. عمومًا حصل حوالي 99% من مجمل الكروات الكاثوليك على سر المعمودية، ويقوم 83% من الأهالي الكروات الكاثوليك بالتردد مع أطفالهم للكنائس، ويقوم 66% بإلحاق أولادهم في مؤسسات للتعليم الديني و61% بالمداومة على قراءة الكتاب المقدس والصلاة مع أولادهم.

### الهوية
قال حوالي 58% من الكروات أن كون المرء مسيحيًا هو جزءًا «هامًا ومركزي» أو إلى «حد ما» من الهوية الوطنية. وينقسم الكروات الكاثوليك بين أولئك الذين يقولون أن جوهر هويتهم المسيحيَّة هي في المقام الأول مسألة دينيَّة (34%)، وأولئك الذين يقولون أن هويتهم المسيحيَّة مرتبطة أساسًا بالتقاليد العائلية أو الهوية الوطنية (36%)، وأولئك الذين يقولون أنَّ هويتهم المسيحيَّة هي مزيج من الدين والتقاليد العائلية أو الهوية الوطنية (29%).
بحسب الدراسة أعرب حوالي 90% من الكروات الكاثوليك بأنَّ هويتهم المسيحيَّة هي مصدر فخر واعتزاز بالنسبة لهم، في حين قال 63% من الكروات الكاثوليك أنَّ لديهم شعور قوي بالانتماء للمجتمع الكاثوليكي في العالم، وقال 99% من الكروات الكاثوليك أنَّه سيربي أبناه على الديانة المسيحيَّة. ويوافق 58% من الكروات على التصريح أنَّ الكاثوليكيَّة هي عاملًا هامًا في الهوية الوطنيّة.